# Gabrielstjärnen, Dalarna
Gabrielstjärnen är en sjö i Malung-Sälens kommun i Dalarna och ingår i Dalälvens huvudavrinningsområde.